# Torazu
Torazu (spanisch Torazo)  ist eine Parroquia und ein Ort in der Gemeinde Cabranes, in der Autonomen Gemeinschaft Asturien im Norden Spaniens.
Die 247 Einwohner (2011) leben in acht Dörfern auf einer Fläche von 8,36 km². Über die AS-334, ist Torazu 4,6 km von der Gemeindehauptstadt Santa Eulalia de Cabranes entfernt.

## Sehenswürdigkeiten
- Pfarrkirche „San Martín el Real“ mit Resten aus romanischer Zeit[1]
- Eine Vielzahl, teilweise sehr alter Hórreos findet sich in der Parroquia[2]

## Dörfer und Weiler
| Name          | Einwohner | Lage                    |
| ------------- | --------- | ----------------------- |
| Castiellu     | 22        | 43.404904 -5.401175 360 |
| Cervera       | 22        | 43.40523 -5.38557 397   |
| La Cotariella | 24        | 43.403435 -5.376463 425 |
| Miyangues     | 8         |                         |
| La Parte      | 20        |                         |
| Peñella       | 24        | 43.387472 -5.405944 388 |
| La Rebollada  | 15        |                         |
| Torazu        | 112       | 43.395013 -5.40001 405  |